# 安场镇
安场镇，是中华人民共和国贵州省遵义市正安县下辖的一个乡镇级行政单位。

## 行政区划
安场镇下辖以下地区：
安常社区、光明村、官井村、胜利村、东坝村、正江村、自强村、石井村、兴庄村、前进村和石峰村。